# Friedrich Wilhelm Karl von Grabow

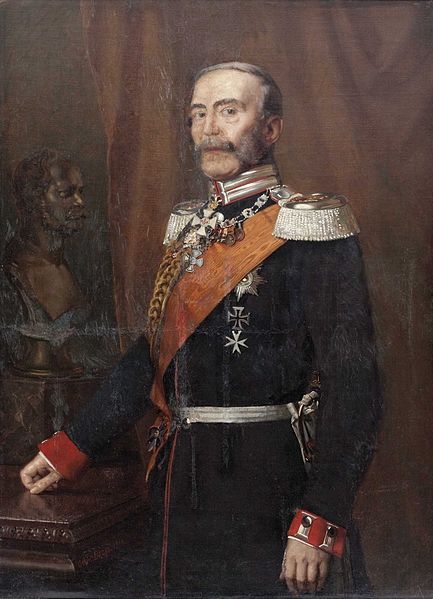
Friedrich Wilhelm Karl von Grabow, Porträt von Oskar Begas (1863)

Friedrich Wilhelm Karl von Grabow, auch Carl (* 18. Oktober 1783 in Berlin; † 21. Oktober 1868 ebenda) war ein preußischer General der Infanterie.

## Leben

### Herkunft
Er entstammte dem brandenburgischen Adelsgeschlecht von Grabow und war der Sohn von Georg Hartwig von Grabow (1737–1819) und dessen Ehefrau Luise Charlotte Wilhelmine, geborene Gräfin von Sparr († 1797). Sein Vater war preußischer Kapitän a. D., zuletzt im Depotbataillon des Infanterieregiments „von Zenge“.

### Militärkarriere
Grabow besuchte ab 4. April 1796 das Kadettenhaus in Berlin und wurde anschließend am 22. März 1801 als Fähnrich im Regiment Garde der Preußischen Armee angestellt. Dort am 17. Dezember 1803 zum Sekondeleutnant befördert, nahm Grabow während des Feldzuges 1806 an der Schlacht bei Auerstedt teil und geriet nach der Kapitulation von Prenzlau kurzzeitig in französische Gefangenschaft. Nach dem Frieden von Tilsit wurde er am 12. November 1808 im Regiment Garde zu Fuß angestellt und stieg bis zum 27. Juni 1812 zum Kapitän und Kompaniechef auf. Als solcher nahm Grabow zu Beginn der Befreiungskriege gegen Napoleon Bonaparte an den Schlachten bei Großgörschen und Bautzen teil, wurde am 2. Juni 1813 mit Patent vom 2. August 1813 zum Major befördert und kämpfte schließlich bei Leipzig, Bar-sur-Aube, Brienne und Paris. Für seine Leistungen erhielt Grabow neben beiden Klassen des Eisernen Kreuzes, den Orden des Heiligen Wladimir IV. Klasse, den Orden der Heiligen Anna II. Klasse mit Brillanten sowie das Ritterkreuz des Militär-Karl-Friedrich-Verdienstordens. 
Nach dem Friedensschluss wurde Grabow am 3. Oktober 1815 zum Oberstleutnant befördert und am 23. Mai 1816 zum Kommandeur des 8. Infanterie-Regiments (Leib-Infanterie-Regiment) in Frankfurt (Oder) ernannt. In dieser Stellung am 30. März 1822 zum Oberst befördert, wurde Grabow am 30. März 1832 Kommandeur der 8. Infanterie-Brigade in Erfurt und ein Jahr später Generalmajor. Bei den Herbstmanövern in Schlesien 1835 war er zur Dienstleistung beim Großfürsten Michael von Russland kommandiert und erhielt für seine Dienste den Sankt-Stanislaus-Orden I. Klasse. Am 30. März 1838 ernannte man ihn zum Kommandeur der 2. Division in Danzig und am 7. April 1842 folgte seine Beförderung zum Generalleutnant. Seit 14. März 1848 war Grabow zusätzlich auch Gouverneur von Danzig mit einer Zulage von 900 Talern.
Während der revolutionären Unruhen in Deutschland war Grabow ab 29. Mai 1849 Kommandeur der aus Truppenteilen des I. Armee-Korps zu bildenden mobilen Division und wurde am 22. September 1849 zum Kommandeur der 3. Division in Stettin ernannt. Gleichzeitig fungierte Grabow in Abwesenheit des Generalleutnants Wrangel als Führer des II. Armee-Korps.  Am 3. November 1849 beauftragte man ihn mit der Führung des Korps. Im März 1851 beging Grabow sein 50-jähriges Dienstjubiläum, wurde im Jahr darauf zum General der Infanterie befördert und zum Kommandierenden General des II. Armee-Korps ernannt. Am 17. Juli 1852 erhielt er den Alexander-Newski-Orden und nach den Herbstmanövern, an dem König Friedrich Wilhelm IV. teilnahm, wurde Grabow zum Chef des 5. Infanterie-Regiments ernannt. Am 17. Januar 1856 schlug der König Grabow zum Ritter des Schwarzer Adlerordens. Später erhielt er noch die Kette zu dieser hohen Auszeichnung. Unter gleichzeitiger Ernennung zum Generaladjutanten des Königs wurde Grabow am 5. Mai 1857 mit der gesetzlichen Pension zur Disposition gestellt.
Anlässlich der 50-jährigen Wiederkehr der Schlacht bei Großgörschen stellte ihn der König à la suite des 1. Garde-Regiments zu Fuß. 
Grabow hatte 1824 den Königlich Preußischen St. Johanniter-Orden erhalten und war damit Ehrenritter des 1852 wiederhergestellten Johanniterordens.
Er wurde nach seinem Tod in Schorbus beigesetzt.

### Familie
Grabow hatte sich am 27. Januar 1812 in Potsdam mit Karoline Sophie von Rochow aus dem Hause Plessow (1794–1877), Tochter der Anna Karoline D. von Schmalensee und des Kammerherrn Friedrich Ludwig V. von Rochow auf Gut Plessow, verheiratet. Aus der Ehe gingen zwei Töchter hervor:
- Emma (1815–1816)
- Hedwig Christiane (1818–1899)[3] ⚭ 1843 Hans Graf von der Groeben (1817–1884), preußischer Leutnant im 1. Husaren-Regiment, Herr auf Ludwigsdorf (Krs. Rosenberg, Ostpreußen)[4]